# Aiello del Sabato
Aiello del Sabato är en ort och kommun i provinsen Avellino i regionen Kampanien i Italien. Kommunen hade 4 010 invånare (2017).